# Heinrich Rauchinger

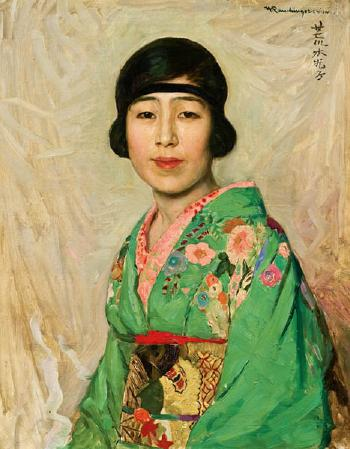
Heinrich Rauchinger: Bildnis der Mme. Mitzuko Akari 1926

Heinrich Rauchinger (* 1. Januar 1858 in Krakau, Österreich-Ungarn; † 19. August 1942 im KZ Theresienstadt) war ein österreichischer Porträt- und Historienmaler.

## Leben und Werk
Rauchinger studierte an der Kunstakademie in Krakau bei Jan Matejko und an der Akademie der bildenden Künste in Wien unter August Eisenmenger und Christian Griepenkerl. Ein Stipendium ermöglichte ihm 1886 einen zweijährigen Aufenthalt in Italien, vor allem in Rom, wo er seine Ausbildung vervollständigte und zahlreiche Landschaftsstudien schuf. Er lebte ab 1888 als freier Künstler in Wien und entwickelte sich zum Porträtmaler. 1899 wurde er Mitglied der „Genossenschaft der bildenden Künstler Wiens“ (später: „Künstlerhaus, Gesellschaft bildender Künstlerinnen und Künstler Österreichs“).
Er wurde vielfach ausgezeichnet. 1904 erhielt er den Schützenjubiläumspreis des Künstlerhauses, 1905 die Kleine Goldene Staatsmedaille für das Ölgemälde Porträt von Frau Satory; 1913 die Erzherzog Carl Ludwig Medaille für das Ölgemälde Porträt des Kaiserlichen Rates Gerstl und 1936 die Jubiläumsmedaille der Genossenschaft bildender Künstler Wiens. Er schuf auch Porträts von Stefan Zweig und Bertha von Suttner. Im Ersten Weltkrieg war er Präsident des Komitees bildender Künstler im Dienste der „Kriegshilfe“. Bis in die 1930er Jahre nahm er am gesellschaftlichen Leben des Künstlerhauses teil.
Rauchinger war 1895 vom jüdischen zum römisch-katholischen Glauben konvertiert und er gehörte den im Nationalsozialismus verfolgten und ermordeten Freimaurern an. Am 10. Juli 1942 wurde er im Alter von 84 Jahren in Haft genommen und deportiert. Er starb am 19. August 1942 im KZ Theresienstadt. Sein letzter Wohnort vor der Deportation war in der Schmelzgasse im 2. Wiener Gemeindebezirk.

## Gedenken
Die Ausstellung "Das Herz so schwer wie Blei" – Kunst und Widerstand im Ghetto Theresienstadt 2018 im Volkskundemuseum Wien gedachte u. a. an Heinrich Rauchinger.

## Werke (Auswahl)

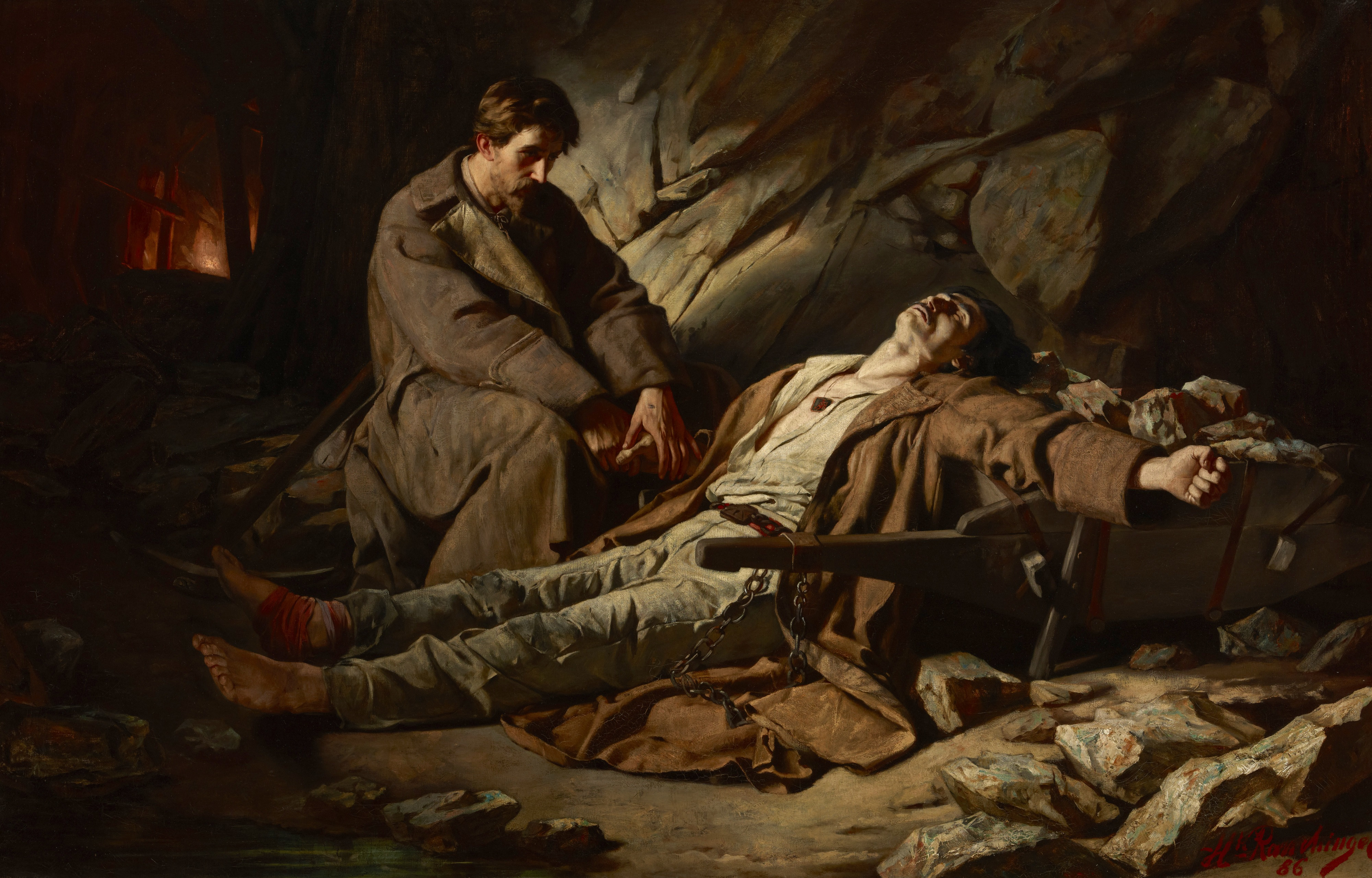
Henryk Rauchinger: W katordze, 1886

- Ein frühes Gemälde von 1886 mit dem polnischen Titel W katordze, Öl auf Leinwand, 114 × 178 cm, ist im Nationalmuseum Krakau ausgestellt.
- Vier Porträts in Öl auf Leinwand aus den Jahren etwa 1897–1920 befinden sich in der Sammlung des Jüdischen Museums in Prag.[8]
- Der Sektionschef Alfred Ritter von Bernd, 1907, Gemälde Öl auf Leinwand, 73 × 59,5 cm, Belvedere in Wien.[9]
- Porträt Bundeskanzler Walter Breisky, 1922. Öl auf Leinwand, ca. 110 × 90 cm, Heeresgeschichtliches Museum Wien.